# Neohuideur-eun po-widwaetda
Neohuideur-eun po-widwaetda (너희들은 포위됐다?; lett. "Siete circondati"), anche nota con il titolo internazionale You're All Surrounded, è una serie televisiva sudcoreana trasmessa su SBS TV dal 7 maggio al 17 luglio 2014.

## Trama
Dopo aver assistito all'omicidio della madre quando era bambino, Kim Ji-yong si è votato alla cattura del colpevole, ed è diventato un detective sotto il falso nome di Eun Dae-gu per nascondere la sua vera identità. Sospettando che il suo superiore Seo Pan-seok sia collegato alla vicenda, inizia a spiarlo e, mentre cerca la verità, apprende nuove informazioni sul suo passato e la sua identità e forma legami con le persone attorno a lui, tra cui Eo Soo-sun, una sua ex compagna delle scuole medie con la quale stringe una relazione.

## Personaggi e interpreti
- Eun Dae-gu/Kim Ji-yong, interpretato da Lee Seung-gi e Ahn Do-gyu (da bambino)
- Seo Pan-seok, interpretato da Cha Seung-won
- Eo Soo-sun, interpretata da Go Ara e Ji Woo (da bambina)
- Park Tae-il, interpretato da Ahn Jae-hyun
- Ji Gook, interpretato da Park Jeong-min
- Kim Sa-kyung, interpretata da Oh Yoon-ah
- Lee Eung-do, interpretato da Sung Ji-ru
- Kang Seok-soon, interpretata da Seo Yi-sook

## Produzione
Le riprese sono iniziate a fine marzo 2014. Il 9 giugno, l'attore protagonista Lee Seung-gi è stato colpito all'occhio sinistro da un coltello finto mentre girava una scena d'azione, che gli ha provocato un danno alla cornea e un'emorragia interoculare. Necessitando di alcuni giorni per riposare, la trasmissione dell'episodio 10 è stata posticipata e al suo posto l'11 giugno è andata in onda una trasmissione speciale dedicata alla serie.

## Accoglienza
Neohuideur-eun po-widwaetda, iniziata il 7 maggio 2014 con il 12,3% di share nazionale, si è chiusa il 17 luglio successivo con ascolti leggermente superiori (il 13,4%) e ha registrato un picco di share del 14,2% l'8 maggio, al suo secondo episodio. La serie è stata il programma più visto del mercoledì/giovedì nella sua fascia oraria, ma è stata criticata per le numerose lacune della trama, giudicata altresì dispersiva, e per non essere riuscita a sfruttare adeguatamente il suo cast e gli elementi comici, romantici e investigativi.